# Бекешсентандраш
Бекешсентандраш (мађ. Békésszentandrás) је мањи град у жупанији Бекеш у Мађарској.

## Географија
Бекешентандраш, се сматра западном капијом округа Бекеш, лежи дуж леве обале реке Хармаш-Кореш. Територију села дели пут М44. Село се налази 150 km од Будимпеште, главног града, и 50 km од града Бекешчабе. Покрива површину од 77,45 km² и има популацију од 3.608 људи (2015).
Подручје има много праисторијских тумула, локално познатих као кунхалом („кумански баров“). Највећи је Гедени-халом са висином од преко 12 метара.

## Историја
Бекешсентандраш (Сентандраш) је већ био насељен у ери Арпада. Име је добила по цркви која је овде стајала у 13. веку и подигнута у част Светог апостола Андреја. Његово име се први пут помиње у списима 1297. у облику Андрее, затим 1329. као Зентондуријас, а 1330. као Зентандреас. Године 1504. написано је као Тур-Сентандраш  (у тадашњем еквиваленту).
Насеље око цркве, као и суседни Фејеређхаз, вероватно је постало ненасељено током татарске окупације. Године 1297. између Хена и Фејеређхаза помиње се празна црква Светог Андреја.
Краљ Андраш га је заједно са Хеном и Фејеређхазом дао Михаљу, сину Акуса из породице Акус. Године 1329. имање су наследили његов брат Ласло и његов унук Тамаш од Узовог сина Лукача. Марсел и Иштван Сечењи су тражили ово имање од Тамаша као део имања које припада Фејеређихази. Међутим, 1330. године утврђено је да Сентандраш не припада Фејеређихази, а тада је и он од ње одвојен граничним ознакама.
У пролеће 1377. године, село „поред Кереша и близу града Тура“ је краљ Лајош I поклонио породици Маналаки Кун. Међутим, породица Узвашари тада је својим претходним документима покренула парницу, тврдећи да је Сентандраш њихов наследни посед, па га је у пролеће 1378. Палатин Миклош Гарај вратио Узварјанима.
Године 1391. према уверењу каптола Чанад: Миклош Ердег, Јанош и Иштван из »Чауда« су још једном донацијом овде добили царинска права. Затим је у следећем веку, чак пре 1437. године, цело село, заједно са околином, припало Јаношу Хуњадију. Године 1455. породица Узвашари протестовала је против поседа Јаноша Хуњадија, али је 1456. краљ Ласло V потврдио Хуњадија у поседу Сентандраша.
Сентандраш је цветао током феудалне владавине Хуњадија. Они су за то добили градска права још пре 1463. године, а овде су држали посебне чиновнике на фарми. Такви су били Јанос Темешкези, Јанош Варјаши и Бенедек Чираи 1463. године.

### Турски период
Године 1512. Сентандраш је припадао Ђерителеку, Фуругителеку, Мођороштелеку, Гедењтелеку и Беректелеку. Први судија Сентандраша познат је из 1535. године, звао се Андраш Рач, који је заједно са осталим становницима Сентандраша подигао устанак против уласка Михалија Беречкаја у посед Керош-Сентмиклоша.
Парцела капија села: 
- 8 у 1552,
- 12 у 1553,
- 18 у 1556,
- 54 у 1562,
- Године 1564. плаћен је порез за 29 капија.

Око 1560. године породична имена су углавном била Ференци, Њири, Керестеи, Ваш, Канижа, Чеке, Чова, Њилаш, Бене и Фоно.

## Демографија
Године 2001. 99% становништва насеља се изјаснило као Мађари, 1% осталих (углавном пољске, словачке и немачке) националности.
Током пописа 2011. године, 89,4% становника изјаснило се као Мађари, 0,2% као Роми, 0,4% као Немци, 0,3% као Румуни и 0,9% као Словаци (10,6% се није изјаснило, због двоструког држављанства, укупан број може бити већи од 100%). 
Верска дистрибуција је била следећа: римокатолици 49,4%, реформисани 9,2%, лутерани 5,2%, гркокатолици 0,2%, неконфесионални 15,7% (19,6% се није изјаснило).